# NGC 2362
NGC 2362 là một cụm mở trong chòm sao Đại Khuyển. Nó được phát hiện bởi Giovanni Batista Hodierna trước năm 1654. Ngôi sao sáng nhất của nó là Tau Canis Majoris, và do đó đôi khi nó được gọi là Cụm Tau Canis Majoris. NGC 2362 có khoảng cách 1,48 kpc và có độ tuổi tương đối trẻ 4 tuổi5 triệu năm. Nó là một cụm mở lớn, với hơn 500 khối lượng mặt trời. Cụm này có liên quan đến tinh vân khổng lồ Sh2-310, nằm ở cùng một khoảng cách.

## Bộ sưu tập

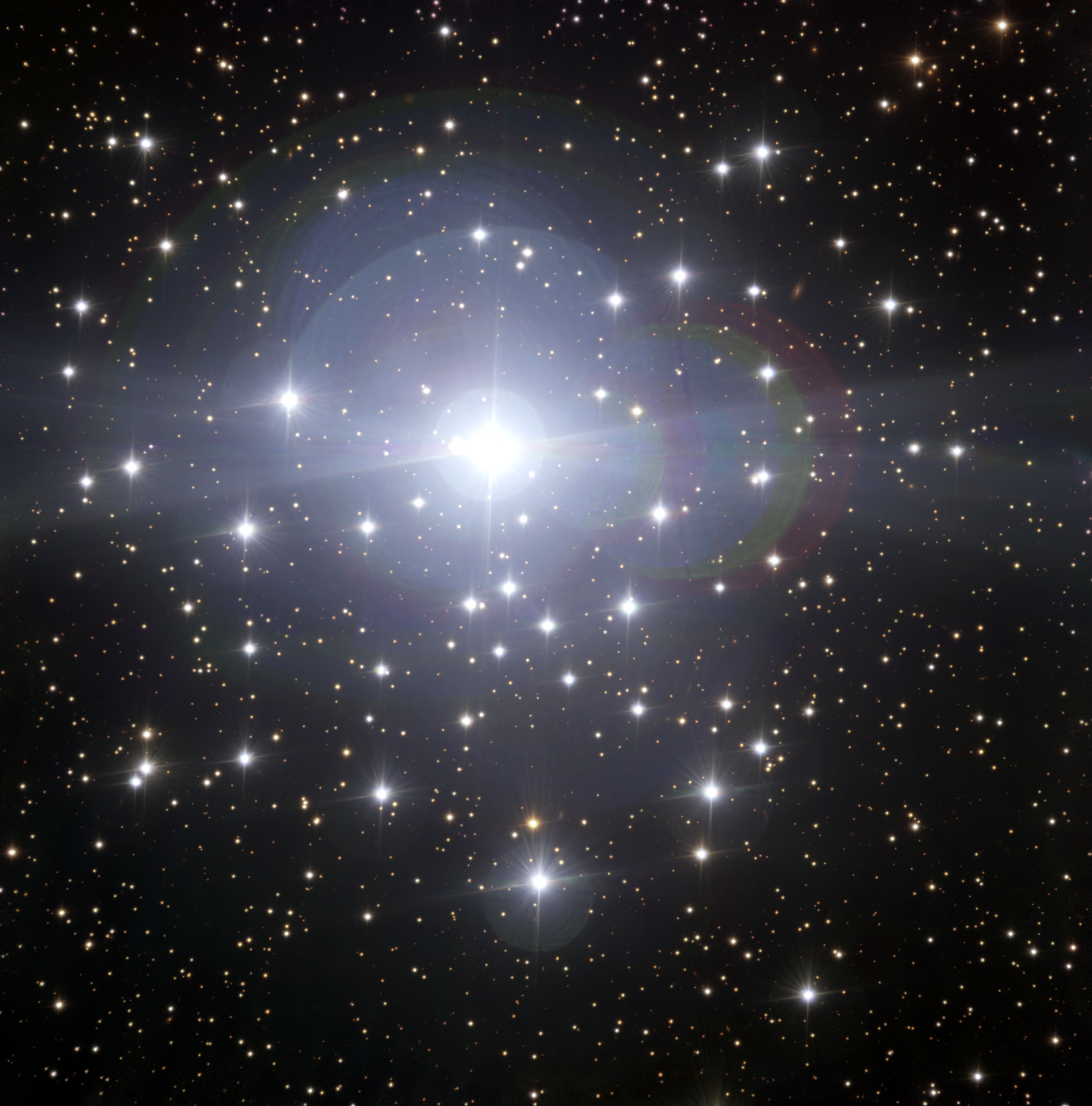
Hình ảnh NGC 2362 được tạo ra như một phần của chương trình ESO Cosmic Gems.
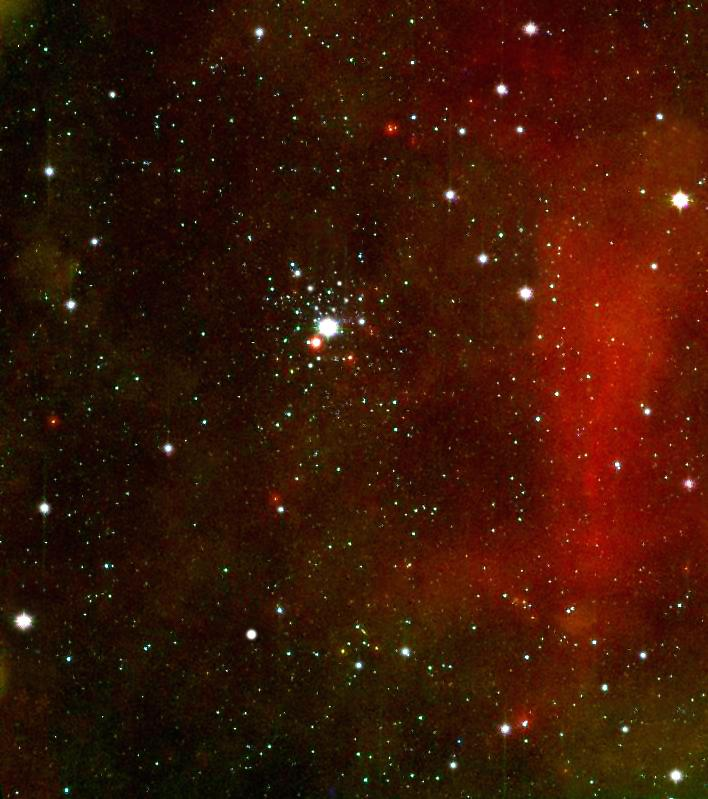
Các ngôi sao của NGC 2362 bao quanh τ CMa (Hình ảnh hồng ngoại được chụp bởi Kính viễn vọng Không gian Spitzer)